# کانداپولا
کانداپولا (به لاتین: Kandapola) یک منطقهٔ مسکونی در سری‌لانکا است که در استان مرکزی (سری‌لانکا) واقع شده‌است.